# Caorle
Caorle [ˈkaːorle] ist eine Stadt in der Metropolitanstadt Venedig mit 11.037 Einwohnern (Stand: 31. Dezember 2024) und einer Fläche von 151 km². Damit zählt Caorle flächenmäßig zu den größten Gemeinden Norditaliens. Die Stadt liegt in einer Lagune an der Mündung der Livenza in die Adria.
Caorle wird häufig „Klein-Venedig“ genannt. Diese Bezeichnung verdankt der Ort seinen kleinen Gassen, den Glockentürmen und den in typisch venezianischen Farben gestrichenen Häusern. Bemerkenswert sind vor allem die Kathedrale aus dem 11. Jahrhundert und der zylindrische Glockenturm aus dem Jahr 1100 sowie die Kirche Madonna dell’Angelo am Oststrand.
Die Stadt liegt an der norditalienischen Adria zwischen den Badeorten Bibione (San Michele al Tagliamento) und Eraclea. Venedig ist 60 km, Triest 120 Kilometer entfernt. Näherliegende Städte sind zum Beispiel San Donà di Piave, Portogruaro, Concordia Sagittaria sowie Treviso.
Bekannt wurde der Ort auch durch den US-amerikanischen Schriftsteller Ernest Hemingway, der in einem Anwesen am Rande der Lagune von Caorle wohnte und dort und in San Gaetano die Inspiration zu seinem Roman Über den Fluss und in die Wälder (1950) fand. Durch den Film Das kann doch unsren Willi nicht erschüttern (1970), in dem Heinz Erhardt nach Caorle reist, wurde der Ort im deutschen Sprachraum bekannt.

## Geographie
Ohne die Fraktionen besteht die eigentliche Stadt aus drei Teilen, nämlich
- Spiaggia di Levante (Oststrand)
- Die Innenstadt von Caorle
- Spiaggia di Ponente (Weststrand)

Die Innenstadt sowie der Ost- und Weststrand sind mit 9000 Einwohnern im Gegensatz zu den weiteren kleineren Ortsteilen relativ dicht besiedelt. Weitere touristisch wichtige Ortsteile sind Porto Santa Margherita und Duna Verde.
Fraktionen und Ortschaften von Caorle sind: Brian, Brussa (Fraktion), Lido Altanea, Ca' Corniani, Ca' Cottoni, Castello di Brussa, Duna Verde, Marango, Ottava Presa, Porto Santa Margherita (Fraktion), San Gaetano, San Giorgio di Livenza und Villaviera.
Im Süden Caorles schließt sich, durch den Fluss Livenza getrennt, den man mit einer Fähre passieren kann, der Badeort Porto Santa Margherita an.

### Klima
Die im oberen Bereich des gemäßigten Klimas angesiedelten Temperaturen steigen im Sommer (Mai bis September) häufig über 30 °C und es regnet selten. Im Winter hingegen sinken die Temperaturen auf −5 bis maximal −8 °C. In den Wintermonaten steigt die Anzahl der Tage mit Niederschlag minimal an.

## Geschichte

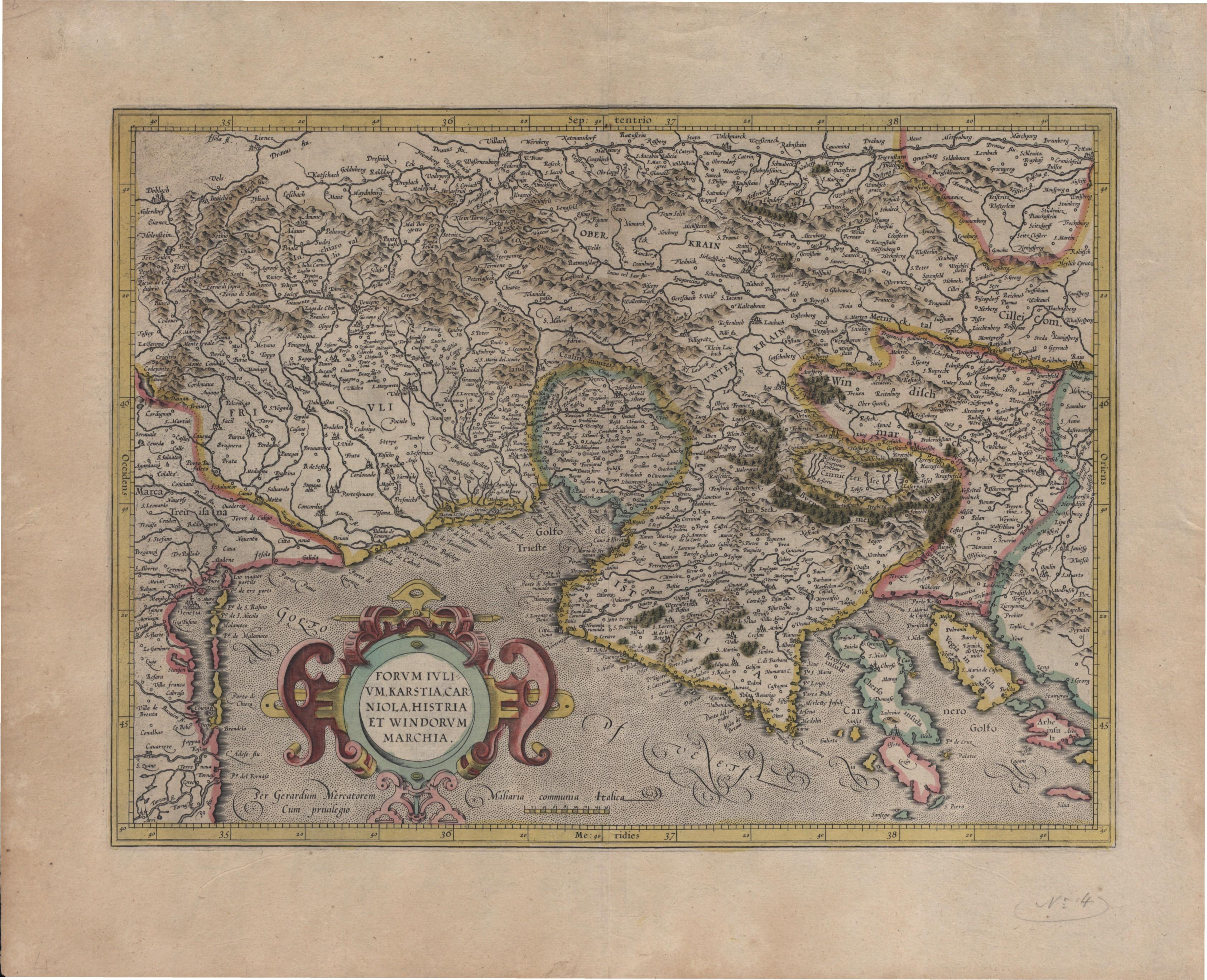
Karte mit Insel Cahorle im Flussdelta des Limene-Flusses (1589)

Der Ort ist über 2000 Jahre alt, er wurde gegenüber der Insel Caprulae (Insel der Ziegen) von Fischern und Hirten als Vorhafen für den landeinwärts befindlichen römischen Legionsstützpunkt Iulia concordia gegründet. Im 5. Jahrhundert war Caorle eine der größten Städte in Norditalien, Handelszentrum und wichtiger Hafen. Durch klimatische Veränderungen und Versandung des Hafens verlor der Ort seine Bedeutung. 
Ein Großteil des Caorleser Patriziats siedelte damals nach Venedig über, aus dieser Zeit resultierten sehr gute Beziehungen zu der Seerepublik. Caorle war eine der wenigen venezianischen Städte, die von den Venezianern nicht gewaltsam unterworfen wurden. 1380 wurde der Ort von Truppen aus Genua geplündert und zerstört, weil es mit der Republik Venedig verbündet war. Seit dem 9. Jahrhundert war Caorle auch Bischofssitz und wurde 1818 mit Venedig vereinigt.

## Wirtschaft
Der Tourismus an den langen Sandstränden und die Fischerei sind die wichtigsten Wirtschaftsfaktoren für den Ort.

### Landwirtschaft
In der gesamten Gegend ist der Weinbau prägend. Unter anderen besitzt auch die Versicherung Generali in Ca' Corniani (etwa zwei Kilometer außerhalb von Caorle) ein großes Weingut.

### Tourismus

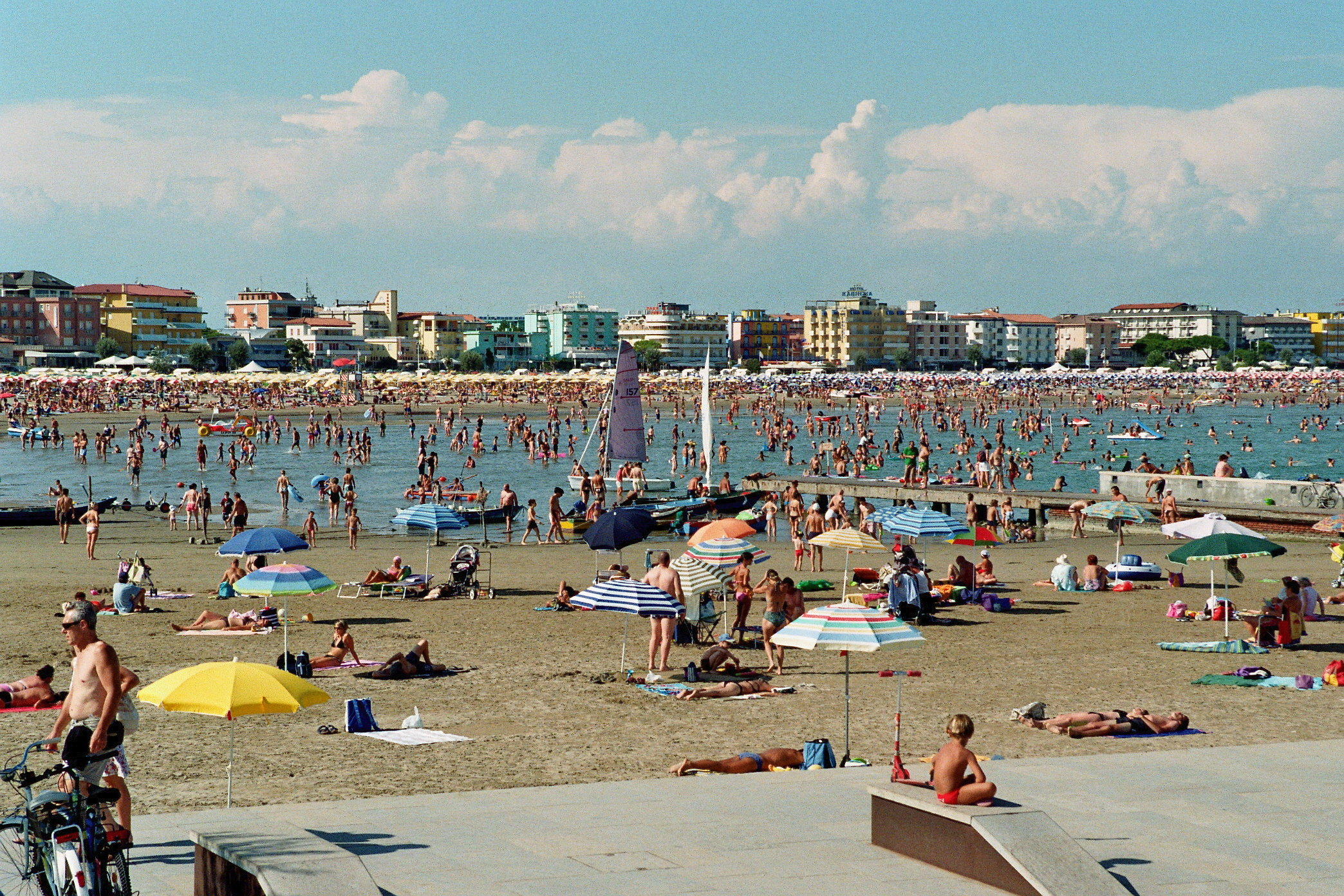
Touristenstrand in Caorle (2010)

Der wichtigste Wirtschaftszweig neben dem Fischfang ist der Tourismus. Es gibt über 200 Hotels bzw. Campingplätze und Feriendörfer. In den besten Jahren besuchten bis zu neun Millionen die Stadt im Jahr, seitdem sank diese Zahl auf sechs Millionen Personen, die vorwiegend von Mai bis September anreisen.
Der feine Sandstrand erstreckt sich über eine Länge von 20 Kilometern. Er beginnt am Oststrand von Caorle, wird von einem Felsendamm getrennt und geht direkt in den etwas schmaleren Weststrand über. Im weiteren Verlauf wird der Strandabschnitt zwischen Caorle und Porto Santa Margherita durch den Fluss Livenza geteilt. Der Sandstrand zieht sich weiter von Porto Santa Margherita bis nach Duna Verde. Der örtliche Strand ist seit 1987 Träger der Auszeichnung Blaue Flagge, 2012 wurde dieses Gütesiegel erneut bestätigt.

### Handel
Caorle bietet in den zahlreichen Geschäften der Innenstadt bzw. in der Fußgängerzone viele Einkaufsmöglichkeiten. In der Stadt sind vor allem bekannte Modeunternehmen mit einer Niederlassung vertreten. Samstags findet ein Wochenmarkt in der Nähe der Messehalle von Caorle statt. Dieser bietet ganzjährig ein Angebot an Kleidung, Lederwaren und Lebensmitteln. Zusätzlich findet einmal im Jahr ein Blumenfest in der Viale Santa Margherita statt.

## Bautätigkeiten in Caorle
2002 entstand der neue Stadtteil Lido Altanea etwa vier Kilometer außerhalb der Stadt hinter Porto Santa Margherita. Ebenso wurden Teile des ursprünglichen Zentrums, wie zum Beispiel die Fischerhalle und die Via Roma komplett umgestaltet und in venezianischem Stil zu Geschäften, Restaurants, Bars sowie Luxuswohnungen ausgebaut. Außerdem wurden von 2010 bis 2012 zahlreiche Parkhäuser und Tiefgaragen errichtet. Eine rund 500 Plätze fassende Parkgarage am Weststrand wurde Anfang 2011 eröffnet. Dazu kommen zwei Tiefgaragen unter dem Stadtzentrum.
Die Immobilienpreise von Caorle gehören neben Venedig und Jesolo zu den höchsten an der oberen Adria. Für Wohnungen in der Innenstadt oder Appartements mit direktem Meerblick werden Quadratmeterpreise von mehr als 6.000 Euro verlangt (Stand 2018).

## Die Lagune von Caorle
Das Gebiet der Lagune von Caorle ist sehr umfangreich und erstreckt sich am äußersten Ende des Oststrandes (Viale Falconera) in Richtung Bibione. Die beiden Orte sind über den Seeweg nur wenige Kilometer voneinander getrennt; jedoch muss man mit dem Auto einen Umweg ins Landesinnere machen. Außer vielen Vogel- und Fischarten gibt es in der Lagune auch zahlreiche Fischerhütten (casoni) zu besichtigen. Nicht selten suchen noch heute bekannte Maler diesen Ort auf, um von der Natur inspiriert zu werden.
Den besten Blick über die Lagune erhält man vom Ortsteil Falconera aus. Besonders bekannt ist dieser Stadtteil für seine typisch venezianischen Fischrestaurants, die dort weit verbreitet sind. Am Rande der Lagune führen zahlreiche Wander- und Radwege vorbei, von denen man einzelne Fischerhütten besichtigen kann. Mehrmals am Tag ist eine Besichtigung mit einem Ausflugsschiff möglich.

## Sehenswürdigkeiten
Der Duomo, die ehemalige Bischofskirche der Stadt, wurde am Anfang des 11. Jahrhunderts erbaut und 1038 fertiggestellt. Sein 48 Meter hoher schiefstehender zylindrischer Campanile aus derselben Zeit ist das Wahrzeichen der Stadt. Er steht im historischen Zentrum der Stadt, deren Bauten mit modernen Bauwerken eine harmonische Einheit bilden. Am Ende des Felsendammes steht die kleine Kirche Madonna dell’Angelo. Sie ist ebenso sehenswert wie die innerstädtische Kirche der Madonna dei Pompei.
Die Mehrzweckhalle Palaexpomar, deren Fassade der typische venezianische Löwe ziert, dient jährlich als Austragungsort für Messen und Kongresse aller Art. Unter anderem findet hier im Februar/März eine Hotelfachmesse statt. Sie ist die bekannteste ihrer Art und daher ein wichtiger Treffpunkt für die Hoteliers der oberen Adria.

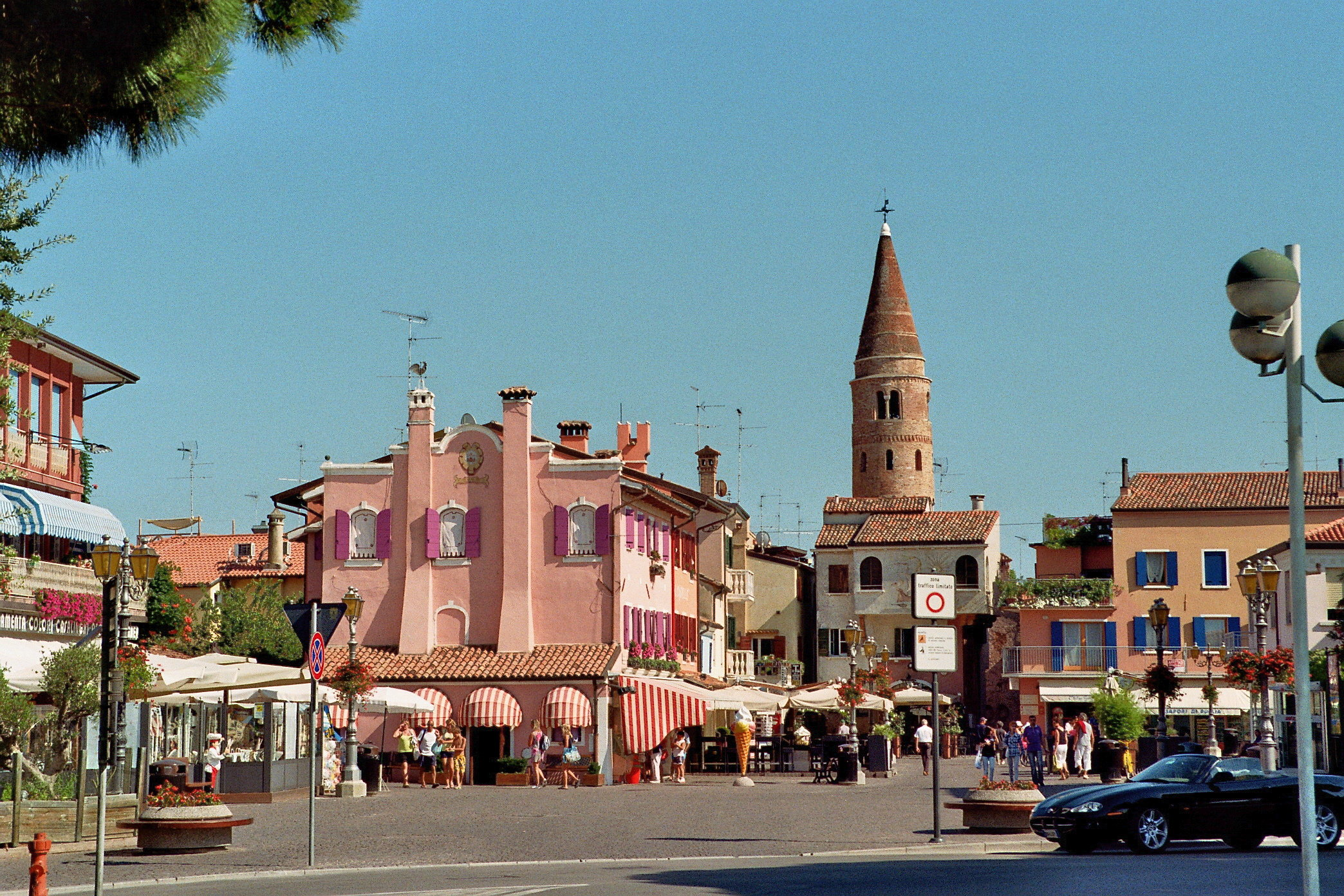
Altstadt von Caorle
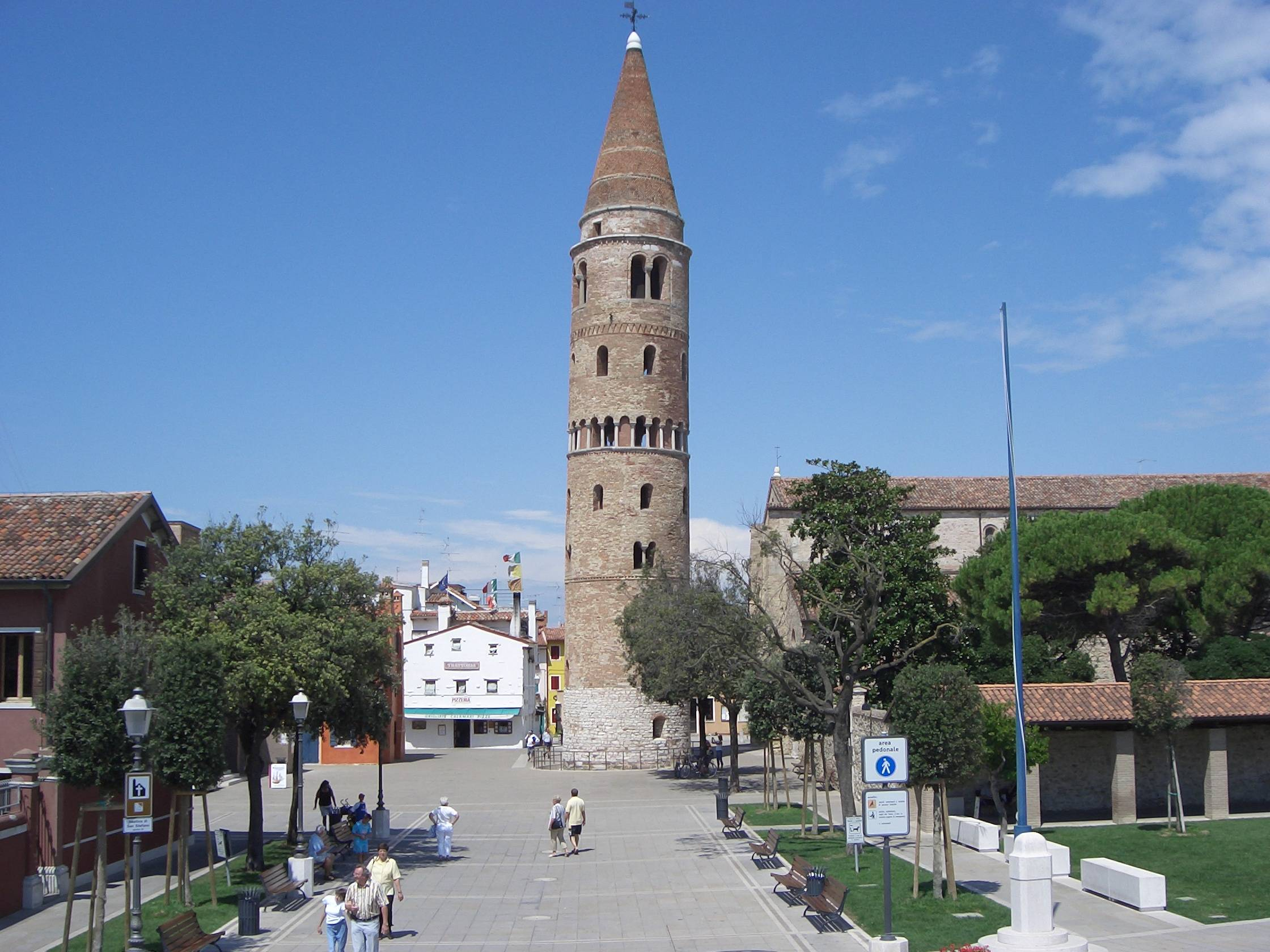
Der Campanile von Caorle
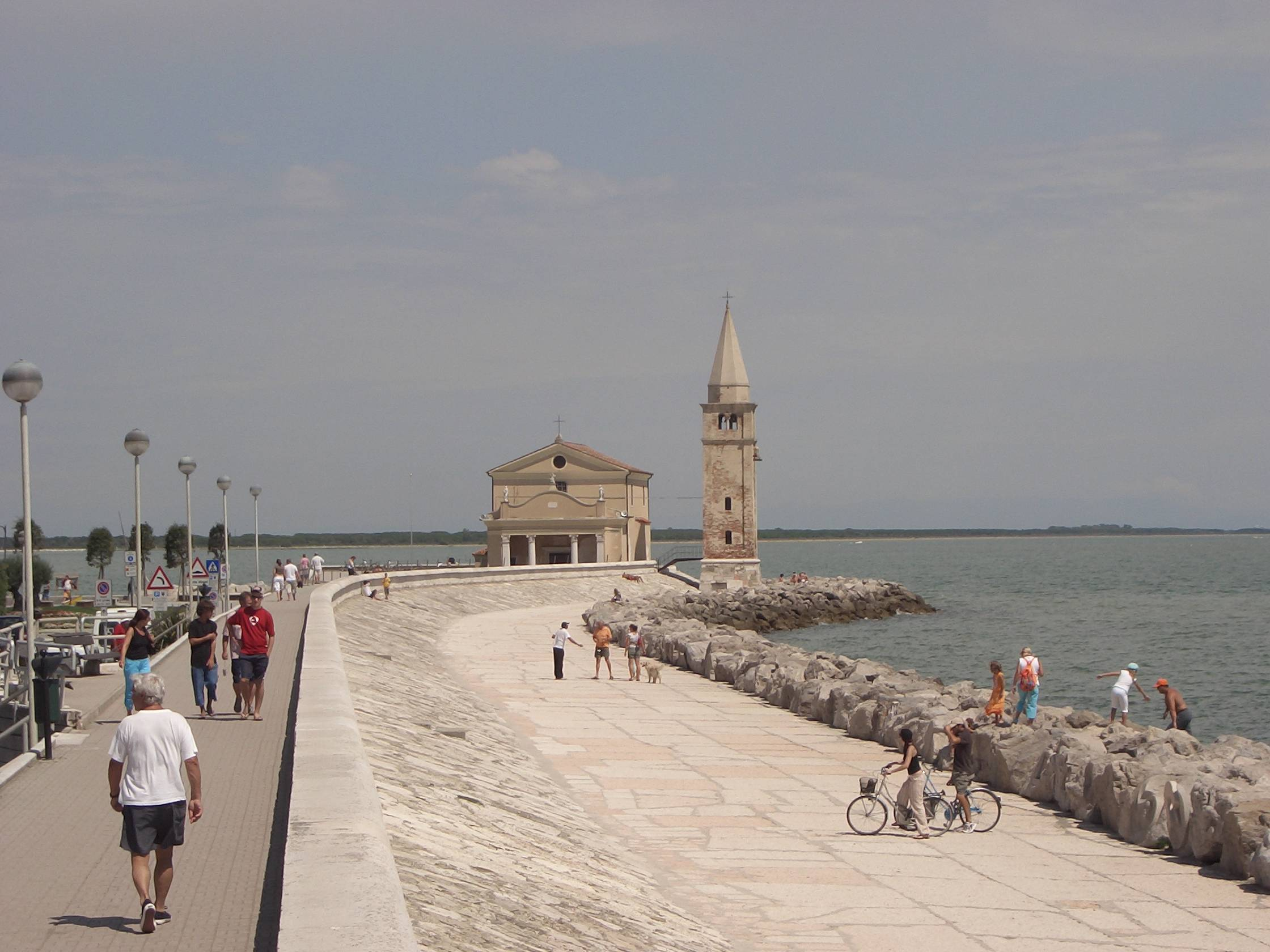
Madonna dell’Angelo an der Mole
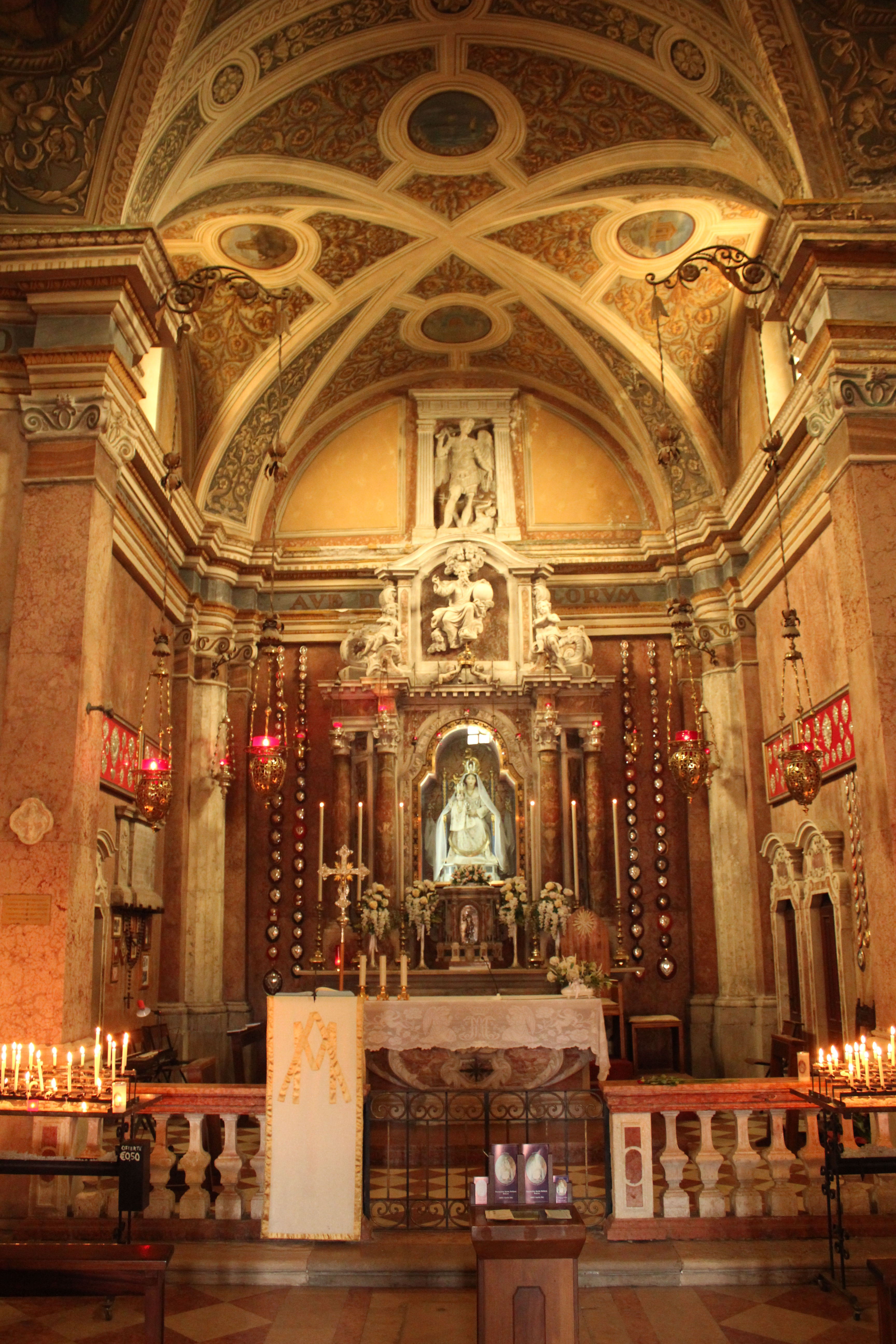
Madonna dell’Angelo innen
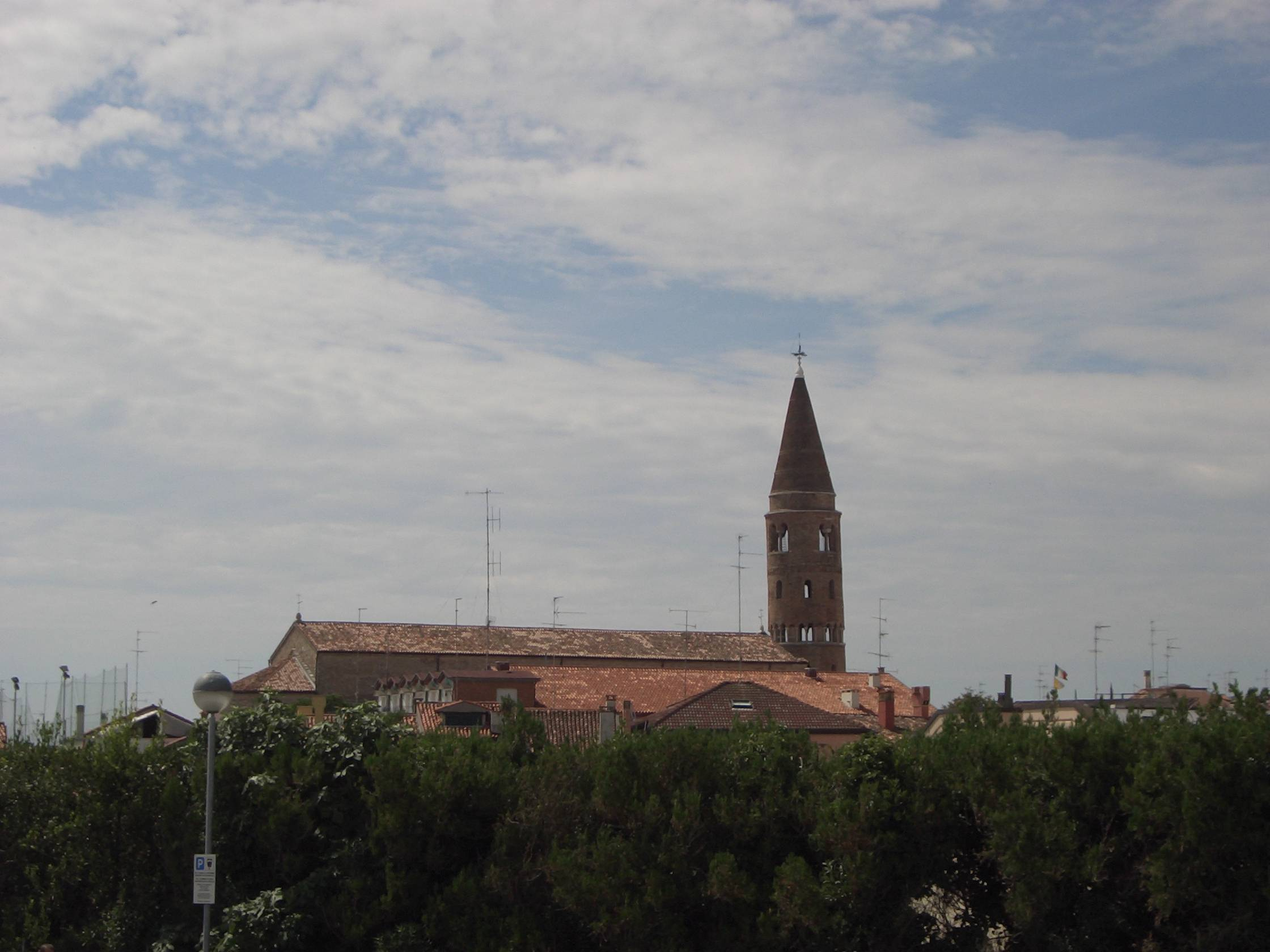
Der Duomo von Caorle

## Politik
Die letzten drei Bürgermeister (ital. Sindaco) der Stadt Caorle:
- 1992–2002: Luigino Moro
- 2002–2012: Marco Sarto
- seit 2012: Luciano Striuli[4]

## Brauchtum – Besonderes
Das Fest zu Ehren der Madonna dell’Angelo findet alle fünf Jahre immer am zweiten Sonntag im September statt und ist eines der größten seiner Art. Dabei wird die Madonna vom Dom aus durch die historische Altstadt von Caorle getragen und am Hafen auf ein traditionell geschmücktes Boot geladen. Das Boot legt einen Seeweg von rund zehn Kilometern von Caorle über Porto Santa Margherita und wieder nach Caorle zur Kirche der Madonna dell Angelo am Oststrand zurück. Hierbei wird es von zahlreichen mit bunten Fähnchen geschmückten Booten und Kleinyachten begleitet. Am 12. September 2010 besuchten mehr als 250.000 Personen – sowohl in- als auch ausländische Gäste – das religiöse Fest. Die letzte Prozession fand am Sonntag, dem 13. September 2015, statt.
Erwähnenswert ist neben den fünf jährlichen Feuerwerken auch das Fisch- und Fleischfest, das alljährlich in Caorle ausgetragen wird. In den 1940er Jahren war der US-Schriftsteller Ernest Hemingway häufiger Gast in Caorle, wo er in der Lagune dem Fischfang nachging. Dort fand er die nötige Inspiration für seinen Roman Über den Fluss und in die Wälder. Ebenso ist das Anwesen, in dem er sich über längere Zeit aufhielt, noch heute als Außenansicht bei einer Lagunen-Exkursion zu besichtigen.

## Verkehr und Infrastruktur
Durch die Stadt führen die beiden Provinzstraßen SP 54 und SP 59. Die Infrastruktur hat sich auf Porto Santa Margherita und Altanea ausgedehnt. Seit 2010 gibt es etwa zwei Kilometer außerhalb von Caorle einen Sportflugplatz, der für kleinere Flugzeuge und Hubschrauber geeignet ist.
Venedig ist 60 Kilometer von Caorle entfernt und in den Sommermonaten (Anfang Mai bis Ende September) täglich mit einem ca. 100 Personen fassenden Reiseschiff erreichbar. Außerdem steht eine Buslinie der ATVO (Azienda Trasporti Veneto Orientale) und zahlreiche regionale Transportunternehmen zur Verfügung.

## Sport und Unterhaltung
Neben der Messehalle von Caorle befinden sich auch das Sportstadion und die 2000 m² große Sporthalle der Stadt. Jedes Jahr treffen dort einander internationale Leichtathleten zu Sportveranstaltungen. Außerdem bietet Caorle einen großen Basketballverband, der seine Veranstaltungen im örtlichen Stadion ausrichtet.
In Caorle befindet sich ebenfalls ein sogenannter Luna Park (Vergnügungspark), der von Mai bis Anfang September geöffnet hat. Zahlreiche Straßenkünstler und Artisten treffen sich jährlich zu einem Straßenfest, das in der historischen Altstadt ausgerichtet wird. 